# Sint-Maartenskerk (Wilder)
De Sint-Maartenskerk (Frans: Église Saint-Martin) is de parochiekerk van de gemeente Wilder in het Franse Noorderdepartement. 

## Geschiedenis en gebouw
Het betreft een van oorsprong gotische kerk, welke in 1795 werd verwoest door een brand. In de periode 1829-1830 werd de kerk weer herbouwd naar een ontwerp van een regionale architect, Jacques Planckeel. In 1897 werden de torenspits en het dak vervangen naar een ontwerp van architect Charles Pladys. De driebeukige bakstenen kerk heeft een ingebouwde westtoren.

## Interieur
De kerk bezit een schilderij, Schenker zich wendend tot de Heilige Catharina, van 1651 uit de school van Jacob Jordaens. Er is ook een, naar een 15e-eeuws altaarstuk gemodelleerde, grafleggingsgroep in gepolychromeerd hout die uit één blok werd gesneden. Het orgel in de kerk dateert uit 1857 en is gebouwd door de Noord-Franse orgelbouwer Louis Neuville.